# Liste von Jazzmusikern in Österreich
Aufgrund Österreichs Scharnierstellung zwischen dem Westen und Osten sind in dieser Liste nicht nur Personen mit einem österreichischen Pass enthalten. Der in Ungarn geborene Attila Zoller beispielsweise hat erste wichtige Jahre in Wien erlebt und hat einheimische Jazzmusiker stark beeinflusst, bevor er über Deutschland in die USA auswanderte. Ebenso lassen sich auch Personen wie Art Farmer oder Mathias Rüegg, die lange Jahre in der österreichischen Jazzszene aktiv waren, zu den Jazzmusikern  Österreichs rechnen. In gewisser Weise sind auch der Pianist Friedrich Gulda oder der Dichter Ernst Jandl, die zwar nur gelegentlich, aber doch intensiv an Jazzproduktionen mitgewirkt haben, hier zu nennen. Diese (aus unterschiedlichen Motiven getroffenen) Zurechnungen sollten nicht als Vereinnahmung missverstanden werden.

## A
- Wolfram Abt, 1969–2008, Bassist
- Sophie Abraham, * 1986, Cellistin
- Marc Abrams, * 1958, Bassist
- Alaeddin Adlernest, 1940–2017, Fagottist, Bassklarinettist
- Daniel Aebi, * 1973, Schlagzeuger
- Lukas Aichinger (* 1992), Schlagzeuger
- Elfi Aichinger, * 1961, Sängerin, Komponistin
- Oskar Aichinger, * 1956, Pianist
- Carole Alston, *1957, Sängerin
- Heini Altbart, * 1972, Schlagzeuger
- Anna Anderluh, * 1988, Sängerin, Pianistin, Komponistin, Performerin
- Ali Angerer, * 1965, Tubist
- John Arman, * 1986, Gitarrist
- Karen Asatrian, * 1971, Pianist
- Stephan Aschböck, * 1956, Keyboarder
- Vera Auer, 1919–1996, Vibraphonistin
- Gregor Aufmesser, * 1988, Bassist
- Christoph Pepe Auer, * 1981, Saxophonist
- Humbert Augustynowicz, * 1935, Pianist
- Charly Augschöll, * 1955, Saxophonist, Flötist, Klarinettist, Sänger
- Louie Austen, * 1946, Sänger, Pianist

## B
- Johannes Bär. * 1983, Multiinstrumentalist, Arrangeur, Komponist
- Boglárka Bábiczki, * 1981, Sängerin
- Ludwig Babinsky, 1909–1990, Pianist, Saxophonist, Orchesterleiter
- Clemens Bacher, * 1985, Schlagzeuger und Musikproduzent („Cid Rim“)
- Christian Bachner, * 1970, Holzbläser
- Robert Bachner, * 1972, Posaunist
- Karin Bachner, * 1969, Sängerin
- Erich Bachträgl, 1944–2011, Schlagzeuger
- Christian Bakanic, * 1980, Akkordeonist, Pianist
- Manfred Balasch, Saxophonist
- Rob Bargard, * 1962, Pianist
- Tibor Barkoczy, * 1952, Pianist
- Georg Barnert, * 1967, Saxophonist, Klarinettist
- Matthias Bartolomey, * 1985, Cellist
- Andy Bartosh, * 1959, Gitarrist
- Roland Batik, 1951, Pianist
- Thorsten Benkenstein, * 1968, Trompeter
- Michael Bergbaur, * 1966, Posaunist
- Herb Berger, * 1969, Multiinstrumentalist
- Rudi Berger, * 1954, Geiger
- Thomas Berghammer, Trompeter
- Friedrich Beyer, 1929–2010, Saxophonist, Flötist, Klarinettist
- Hans Bichler, * 1938, Banjoist, Posaunist
- Erni Bieler, 1925–2002, Sängerin
- Gerd Bienert, 1939–2022, Gitarrist
- Felix Biller, * 1993, Pianist
- Franz Bilik, 1937–1983, Gitarrist, Liedermacher
- Uli Binetsch, * 1961, Posaunist, Pianist
- Klemens Bittmann, * 1977, Geiger
- Bob Blumenhoven, * 1931, Schlagzeuger
- Amina Bouroyen, * 1994, Sängerin
- Josef Brachner, Gitarrist
- Florian Bramböck, * 1959, Saxophonist und Hochschullehrer
- Timna Brauer, * 1961, Sängerin und Dozentin
- Siegmar Brecher, ' 1978, Saxophonist und Klarinettist
- Georg Breinschmid, * 1973, Bassist
- Martin Breinschmid, * 1970, Vibraphonist, Schlagzeuger
- Stephan Brodsky, * 1955, Schlagzeuger, Marimbaspieler
- Andreas Broger, * 1984, Saxophonist
- Barbara Bruckmüller, * 1975, Pianistin, Komponistin
- Hubert Bründlmayer, * 1985, Schlagzeuger
- Özlem Bulut, * 1982, Sängerin

## C
- Dorretta Carter, * 1962, Sängerin
- Christoph Cech, * 1960, Pianist, Komponist
- Leena Conquest, * ≈1965, Sängerin
- Alegre Corrêa, * 1960, Gitarrist, Sänger, Komponist
- Howard Curtis, * ≈1953, Schlagzeuger, Hochschullehrer
- Karl Heinz Czadek, * 1944, Posaunist, Komponist

## D
- Werner Dafeldecker, * 1964, Gitarrist, Bassist
- Wayne Darling, * 1945, Bassist
- Anna Sofia Defant, * 1991, Pianistin, auch Sängerin, Ärztin
- Dena DeRose, * 1966, Sängerin, Pianistin, Hochschullehrerin
- Wolfram Derschmidt, * 1964, Bassist
- Alex Deutsch, * 1959, Schlagzeuger
- Mamadou Diabate, *1973, Balafonist
- Johannes Dickbauer, * 1984, Geiger
- Klaus Dickbauer, * 1961, Saxophonist, Klarinettist
- Claudia Döffinger, * 1989, Pianistin, Komponistin
- Niki Dolp, * 1985, Schlagzeuger
- Ulrich Drechsler, * 1969, Klarinettist, Saxophonist, Komponist
- Carl Drewo, 1929–1995, Saxophonist
- Joris Dudli, * 1957, Schlagzeuger
- Philippine Duchateau, * 1973, Pianistin
- Hovannes Djibian, * 1967, Pianist

## E
- Alois Eberl, * 1986, Posaunist (auch Akkordeon)
- Martin Eberle, * 1981, Trompeter
- Al Fats Edwards, 1923–1992, Sänger und Schauspieler
- Teddy Ehrenreich, 1936–2014, Saxophonist, Klarinettist, Bigband-Leader
- Fred Eisler, * 1968, Gitarrist
- Johannes Enders, * 1957, Saxophonist
- Jörg Engels, * 1968, Trompeter, Flügelhornist, Hochschullehrer
- Hannes Enzlberger, * 1967, Bassist
- Michael Erian, * 1968, Saxophonist, Hochschullehrer
- Karlheinz Essl, * 1960, Elektroniker und Komponist
- John Evers, 1939–2010, Trompeter, Sänger, Jazzautor und Hörfunkmoderator

## F
- Tjaša Fabjančič, * ≈1987, Sängerin
- Viola Falb, * 1980, Saxophonistin
- Art Farmer, 1928–1999, Trompeter
- Shayan Fathi, * 1985, Perkussionist
- Thomas Faulhammer, * 1966, Saxophonist, Komponist
- Johannes Fehring, 1926–2004, Bandleader
- Tanja Feichtmair, * 1972, Saxophonistin, Bassklarinettistin
- Sigi Feigl, * 1961, Saxophonist, Bandleader
- Anton „Tonč“ Feinig, * 1971, Pianist
- Werner Feldgrill, * 1967, Bassist und Gitarrist
- Florian Fennes, * 1980, Saxophonist, Bigbandleader
- Judith Ferstl, * 1989, Bassistin
- Bumi Fian, 1960–2006, Trompeter
- Paul Fields, 1943–2020, Geiger, Saxophonist
- Richard Filz, * 1967, Schlagzeuger
- Sigi Finkel, * 1960, Saxophonist
- Alexander Fischer, *1944, Trompeter
- Johnny Fischer, * 1930, Pianist, Bassist
- Michael Fischer, * 1963, Saxophonist und Komponist
- Štěpán Flagar, * 1995, Saxophonist, Komponist
- Leopoldo Fleming, 1939–2025, Perkussionist
- Uzzi Förster, 1930–1995, Klarinettist, Tenorsaxophonist, Pianist, Sänger, Bandleader und Aktionist
- Simon Frick, * 1983, Geiger
- Robert Friedl, * 1963, Saxophonist und Komponist
- Aseo Friesacher, * 1996, Pianist
- Peter Primus Frosch, * 1990, Schlagzeuger
- Thomas Froschauer, * 1979, Schlagzeuger
- Dominik Fuss, * 1989, Trompeter, Komponist
- Florian Fuss, Saxophonist
- Martin Fuss, * 1960, Saxophonist, Flötist

## G
- Lukas Gabric, * 1987, Saxophonist
- Ali Gaggl, * 1959, Sängerin
- Thomas Gansch, * 1975, Trompeter
- Adrian Gaspar, * 1987, Pianist und Komponist
- Martin Gasselsberger, * 1980, Pianist
- Martin Gasser, * 1990, Saxophonist und Komponist
- Oliver Gattringer, * 1967, Schlagzeuger
- Charly Gaudriot, 1895–1978, Saxophonist, Orchesterleiter
- Markus Geiselhart, * 1977, Posaunist, Komponist und Bandleader
- Nicolas Geremus, * 1959, Violinist
- Fatty George, 1927–1982, Klarinettist, Saxophonist und Bandleader
- Wolfgang Gernot, * 1957, Gitarrist
- Klaus Gesing, * 1968, Saxophonist, Klarinettist
- Sophie Geymüller, Sängerin
- Cornelia Giese, 1959–2000, Sängerin und Komponistin
- Annette Giesriegl, * 1966, Sängerin
- Dieter Glawischnig, * 1938, Pianist und Hochschullehrer
- Hans Glawischnig, * 1970, Bassist
- Klaus Göhr, Schlagzeuger
- Filippa Gojo, * 1988, Sängerin
- Carlo Gonzi, 1929–1987, Bassist
- Mario Gonzi, 1966, Schlagzeuger
- Herwig Gradischnig; * 1968, Saxophonist
- Georg Graf, *1965, Holz- und Blechbläser
- Richard Graf, * 1967, Gitarrist, Komponist
- Gerhard Graml, * 1963, Bassist
- Bill Grah, 1928–1996, Vibraphonist, Pianist und Bandleader
- Heinz Grah, 1931–1989, Bassist
- Walter Grassmann, * 1959, Schlagzeuger
- Christian Grobauer, * 1975, Schlagzeuger
- Peter Gröning, * um 1946, Schlagzeuger
- Muriel Grossmann, * 1971, Saxophonistin
- Walther Großrubatscher, 1957–2019, Schlagzeuger
- Herbert Grubmair, * 1963, Saxophonist
- Friedrich Gulda, 1930–2000, Pianist
- Yuko Gulda, * 1945 Pianistin

## H
- Franz Hackl junior, * 1967, Trompeter, Instrumentenbauer
- Andy Haderer, * 1964, Trompeter, Hochschullehrer
- Viola Hammer, * 1985, Pianistin
- Hans Hammerschmid, 1930–2024, Pianist, Songwriter
- Sabina Hank, * 1976, Pianistin
- Rudolf Hansen, 1924–2004, Bassist
- Lorenz Hargassner, * 1978, Saxophonist
- Christopher Haritzer, * 1987, Klarinettist (auch steirische Harmonika)
- Elisabeth Harnik, * 1970, Pianistin, Komponistin, Klangkünstlerin
- Philipp Harnisch, * 1985, Altsaxophonist
- Joe Harpf, * 1971, Saxophonist, Bassklarinettist
- Lee Harper, 1945–2010, Trompeter, Gitarrist
- Sophie Hassfurther, * 1979, Saxophonistin, Flötistin, Klarinettistin
- Anna Clare Hauf, * 1976, Sängerin
- Horst Hausleitner, * 1960, Saxophonist, Autor
- Manfred Hausleitner, * 1957, Schlagzeuger
- Franz Hautzinger, * 1963, Trompeter
- Stefan Heckel, * 1969, Akkordeonist, Pianist
- Agnes Heginger, * 1973, Sängerin
- David Helbock, * 1984, Pianist
- Peter Herbert, * 1960, Bassist, Komponist
- Raoul Herget, * 1957, Tubist, Musikpädagoge
- Heinz von Hermann, * 1936, Saxophonist, Flötist, Klarinettist
- Karl Hodina, 1935–2017, Pianist (auch Songwriter, Sänger und Akkordeonist des Neuen Wienerlieds)
- Heinz Hönig, * 1929, Saxophonist, auch Hochschullehrer für elektronische Musik
- Tobias Hoffmann, * 1988, Saxophonist, Bigband-Leader, Komponist
- Lisa Hofmaninger, * 1991, Saxophonistin, Bassklarinettistin
- Eduard Holnthaner, * 1944, Trompeter, Komponist
- Michael Hornek, * 1977, Keyboarder
- Raphael Huber, * um 1990, Saxophonist, auch Klarinettist, Flötist
- Thomas Huber, * 1955, Saxophonist

## I
- Otto Irsic, *1952, Schlagzeuger

## J
- Dorothea Jaburek, * 1979, Sängerin
- Heinz Jäger, * 1955, Bassist
- Tony Jagitsch, 1948–2024, Klarinettist, Bigband-Leader
- Philipp Jagschitz, * 1981, Pianist
- Maja Jaku, * 1971, Sängerin
- Ernst Jandl, 1925–2000, Dichter und Rezitator
- Tone Janša, * 1943, Saxophonist
- Nicos Jaritz, * 1953, Perkussionist
- Claudius Jelinek, Gitarrist
- Christine Jones, 1944–2017, Sängerin und Galeristin
- Stella Jones, * 1971, Sängerin
- Herbert Joos, 1940–2019, Flügelhornist
- Manfred Josel, 1944–2025, Schlagzeuger, Hochschullehrer
- Rudolf Josel, * 1939, Posaunist, Hochschullehrer
- Robert Jukič, * 1978, Bassist

## K
- Michael Kahr, * 1975, Pianist, Komponist, Hochschullehrer
- Robert Kainar, * 1965 Schlagzeuger, Perkussionist
- Tini Kainrath, * 1968, Sängerin
- Heinrich von Kalnein, * 1960, Saxophonist, Flötist, Hochschullehrer
- Jakob Kammerer, * 1992, Schlagzeuger, Perkussionist
- Heiri Känzig, * 1957, Bassist
- Irina Karamarković, * 1978, Sängerin, Komponistin, Musikwissenschaftlerin
- Thomas Kaufmann, *1970, Saxophonist
- Karl Kautzky, * 1948, Posaunist
- Sibylle Kefer, * 1976, Sängerin, Flötistin
- Anna Keller, * 1991, Saxophonistin
- Wolfgang Kendl, * 1977, Schlagzeuger
- Oliver Kent, * 1969, Pianist, Hochschullehrer
- Franz Kerschbaumer, * 1947, Bassist, Jazzforscher
- Achim Kirchmair, * 1965, Gitarrist
- Christine Kisielewsky, 1978, Sängerin
- Oscar Klein, 1930–2006, Trompeter, Gitarrist, Klarinettist und Mundharmonikaspieler
- Erich Kleinschuster, 1930–2018, Posaunist
- Florian Klinger, * 1991, Vibraphonist (auch Tuba, Schlagwerk)
- Michael Kneihs, * 1967, Pianist
- Lukas Knöfler, * 1972, Schlagzeuger
- Jula Koch, 1928–1990, Schlagzeuger
- Friedrich Körner, 1931–2021, Trompeter und Hochschullehrer
- Bernd Kofler, * 1964, Gitarrist und Komponist
- Franz Koglmann, * 1947, Trompeter und Komponist
- Martin Kolber, * 1972, Saxophonist
- Hans Koller, 1921–2003, Saxophonist und Maler
- Martin Koller, * 1971, Gitarrist
- Lukas König, * 1988, Schlagzeuger
- Philipp Kopmajer, * 1984, Schlagzeuger
- Simone Kopmajer, * 1981, Sängerin
- Friedrich Körner, 1931–2021, Trompeter und Hochschullehrer
- Hans Robert Korngold, 1892–1965, Schlagzeuger, Bandleader
- Hannes Kottek, 1958–1994, Trompeter, Flügelhornist
- Roland Kovac, 1927–2013, Pianist, Komponist (auch Klarinettist, Saxophonist)
- Tibor Kövesdi, Bassist
- Karl Kowarik, 1922–2002, Altsaxophonist, Klarinettist
- Lukas Kranzelbinder, * 1988, Bassist, Komponist
- Karel Krautgartner, 1922–1982, Bandleader
- Rudy Kregcyk, 1925–2011, Tenorsaxophonist, Trompeter, Bandleader, Komponist und Arrangeur
- Franz Krieger, * 1963, Pianist, Jazzforscher
- Emil Krištof, * 1957, Schlagzeuger
- Jelena Krstic, * 1981, Sängerin
- Christian Kronreif, * 1980, Saxophonist
- Peter Kronreif, * 1982, Schlagzeug
- Petra Krumphuber, * 1977, Posaunistin
- Gerhard Kubik, * 1934, Klarinettist, (Musik)ethnologe
- Thomas Kugi, * 1964, Saxophonist
- Peter Kunsek, * 1957, Klarinettist

## L
- Marko Lackner, * 1972, Saxophonist und Komponist
- Michael Lagger, * 1986, Pianist
- Swantje Lampert, * 1973, Saxophonistin
- Ernst Landl, 1914–1983, Pianist, Bandleader
- Willi Landl, Sänger
- Willy Landl, Bassist
- Alfred Lang, * 1968, Trompeter und Komponist
- Anna Lang, Cellistin, Pianistin, Komponistin
- Thomas Lang, * 1967, Schlagzeuger
- Valdinho Langer, * 1955, Gitarrist
- Willi Langer, * 1960, Bassist
- Uli Langthaler, *1959, Bassist
- Anna Lauvergnac, * um 1966, Sängerin
- Otto Lechner, * 1964, Akkordeonist
- Jörg Leichtfried, * 1984, Pianist, Komponist
- Peter Lenz, * 1987, Schlagzeuger
- Christian Lettner, * 1974, Schlagzeuger
- Edith Lettner, *1964, Saxophonistin
- Lukas Ligeti, * 1965, Schlagzeuger, Komponist
- Martin Listabarth, * 1991, Pianist
- Elisabeth Lohninger, * 1970, Sängerin
- Hannes Löschel, * 1963, Pianist, Komponist
- Matthias Löscher, * 1982, Gitarrist
- Berndt Luef, * 1952, Vibraphonist, Komponist

## M
- Peter Madsen, * 1955, Pianist
- Julia Maier, * 1988, Pianistin, Sängerin, Komponistin, Orchesterleiterin
- Albert Mair, * 1941, Pianist
- Radu Malfatti, * 1943, Posaunist
- Walter Malli, 1940–2012, Saxophonist, Schlagzeuger, Künstler
- Bernie Mallinger, * 1966, Violinist
- Christoph Mallinger, * ≈1984, Geiger, Gitarrist
- Andy Manndorff, 1957–2017, Gitarrist, Komponist
- Michael Mantler, * 1943, Trompeter, Komponist
- Celia Mara, * 1963, Sängerin
- Klemens Marktl, * 1976, Schlagzeuger
- Anna Maurer, * 1995, Pianistin, Sängerin
- Christian Maurer, * 1967, Saxophonist
- Axel Mayer, Trompeter
- Bertl Mayer, * 1958, Mundharmonikaspieler
- Andreas Mayerhofer, * 1966, Pianist
- Claus Mayrhofer Barabbas, 1943–2009, Künstler, Altsaxophonist, Shehnaispieler
- Willy Meerwald, 1924–2005, Posaunist, Arrangeur (Bassist, Trompeter)
- Alex Meik, * 1966, Bassist
- Raphael Meinhart, * 1986, Vibraphonist, Marimbaspieler
- Elias Meiri, * 1959, Pianist
- Marianne Mendt, * 1945, Sängerin
- Marc Mezgolits, * 1990, Bassist
- Matthieu Michel, * 1963, Trompeter
- Reinhard Micko, * 1970, Pianist
- Andy Middleton, * 1962, Saxophonist, Komponist und Hochschullehrer
- Karlheinz Miklin, 1946–2019, Saxophonist und Hochschullehrer
- Karlheinz Miklin Jr., * 1971, Schlagzeuger
- Jörg Mikula, * 1975, Schlagzeuger
- Mahan Mirarab, * 1983, Gitarrist, Komponist
- Sepp Mitterbauer, 1946–2015, Trompeter, Pianist
- Wolfgang Mitterer, * 1958, Pianist, Organist, Elektroniker
- Andreas Mittermayer, * 1961, Posaunist, Musikpädagoge>
- Yvonne Moriel, * 1992, Altsaxophonistin
- Veronika Morscher, 1991, Sängerin, Singer-Songwriterin
- Ingrid Moser, * 1968, Sängerin
- Ralph Mothwurf, * 1988, Komponist, Orchesterleiter
- Christian Mühlbacher, * 1960, Schlagzeuger, Komponist
- Toni Mühlhofer, * 1958, Schlagzeuger, Perkussionist
- Tom Mueller, * 1969, Saxophonist
- Sascha Mutic,* 1976, Pianist
- Christian Muthspiel, * 1962, Posaunist
- Wolfgang Muthspiel, * 1965, Gitarrist
- Adriane Muttenthaler, * 1955, Pianistin
- Bertl Mütter, * 1965, Posaunist
- Herbert Mytteis, 1916–1967, Geiger

## N
- Max Nagl, * 1960, Saxophonist, Komponist
- Peter Natterer, * 1972, Saxophonist
- Maria Neckam, * 1979, Sängerin
- Roland Neffe, * 1970, Vibraphonist
- Heinz Neubrand, 1921–1998, Pianist
- Ed Neumeister, * 1952, Posaune
- Harry Neuwirth, 1939–2023, Pianist
- Rens Newland, * 1953, Gitarrist
- Lauren Newton, * 1952, Sängerin
- Martin Nitsch, 1970–2018, Gitarrist
- Daniel Nösig, * 1975, Trompeter
- Dusan Novakov, * 1970, Schlagzeuger, Perkussionist
- Fritz Novotny, 1940–2019, Saxophonist, Flötist
- Philipp Nykrin, * 1984, Pianist, Keyboarder, Synthesizerspieler

## O
- Ingrid Oberkanins, * 1964, Perkussionistin
- Ewald Oberleitner, * 1937, Bassist, Hochschullehrer
- Fritz Ozmec, * 1948, Schlagzeuger, Hochschullehrer
- Richard Oesterreicher, 1932–2023, Gitarrist, Bandleader
- Mic Oechsner, * 1956, Violinist
- Martin Ohrwalder, * 1972, Trompeter, Komponist, Arrangeur, Bandleader, Hochschullehrer
- Benny Omerzell, * 1984, Pianist, Keyboarder, Organist
- Gerhard Ornig, * 1990, Trompeter, Hochschullehrer
- Gerd Hermann Ortler, * 1983, Saxophonist, Komponist
- Herbert Otahal, * 1962, Pianist, Komponist und Arrangeur

## P
- Klaus Paier, * 1966, Akkordeonist,
- Julian Pajzs, * 1987, Gitarrist
- Lia Pale, * 1985, Sängerin
- Ed Partyka, * 1967, Bassposaunist, Arrangeur und Hochschullehrer
- Fritz Pauer, 1943–2012, Pianist
- Leonhard Paul, * 1967, Posaunist, Basstrompeter
- Robert Pawlik, * 1965, Gitarrist
- Dejan Pečenko, * 1958, Pianist, Hochschullehrer
- Klaus Peham, * 1959, Trompeter
- Stefan Pelzl, * 1955, Saxophonist
- Jim Pepper, 1940–1992, Saxophonist
- Harry Pepl, 1945–2005, Gitarrist
- Ulli Pesendorfer, * 1973, Schlagzeuger
- Vesna Petković, * 1974, Sängerin
- Michael Pewny, * 1963, Pianist
- Victoria Pfeil, * 1994, Saxophonistin
- T. C. Pfeiler, * 1958, Organist
- Thomas Pfleger, *1957, Gitarrist
- Barbara Pflüger, Sängerin
- Andreas Pichler, * 1981, Schlagzeuger
- Matthias Pichler, * 1981, Bassist
- Mecky Pilecky, * 1959, Schlagzeuger, Perkussionist
- Alex Pinter, * 1979, Gitarrist
- Werner Pirchner, 1940–2001, Vibraphonist und Komponist
- Herbert Pirker, * 1981, Schlagzeuger
- Agata Pisko, Sängerin
- Flip Philipp, * 1969, Vibraphonist, Marimbaphonist und Komponist
- Viktor Plasil, 1926–2009, Schlagzeuger
- Bernhard Plattner, * 1966, Posaunist
- Christian Plattner, * 1963, Saxophonist, Klarinettist
- Helmut Plattner, 1940–2016, Trompeter
- Klemens Pliem, * 1961, Saxophonist, Flötist
- Paul Polansky, 1925–2010, Schlagzeuger, Radiomoderator
- Robert Politzer, 1939–2010, Trompeter
- Peter Ponger, * 1950, Pianist
- Vincent Pongracz, * 1985, Klarinettist
- Roman Polt, 1926–2008, Trompeter und Sänger
- Gerald Preinfalk, * 1971, Saxophonist
- John Preininger, 1947–2002, Schlagzeuger, Schriftsteller
- Raphael Preuschl, * 1977, Bassist
- Christoph Prohaska, * 1963, Keyboarder, Gitarrist
- Stefan Prokesch, * 1938, Bassist
- Karl Prosenik, 1939–2015, Schlagzeuger
- Andrej Prozorov, * 1975, Saxophonist
- Martin Ptak, * 1972, Posaunist
- Jure Pukl, * 1977, Posaunist
- Werner Puntigam, * 1964, Posaunist
- Wolfgang Puschnig, * 1956, Saxophonist
- Robert Pussecker, * 1955, Klarinettist, Saxophonist, Dirigent
- Harry Putz, * 1960, Bassist
- Martin Pyrker, * 1954, Pianist

## Q
- Willy Quarda, * 1944, Saxophonist

## R
- Lorenz Raab, * 1975, Trompeter
- Simon Raab, * 1989, Pianist, Komponist
- Michaela Rabitsch, * 1963, Sängerin, Trompeterin
- Günther Rabl, * 1953, Bassist, Komponist
- Michael Radanovics, * 1958, Violinist
- Christian Radovan, * 1962, Posaunist
- Tanja Raich, * 1977, Sängerin
- Wolfi Rainer, Schlagzeuger
- Karl Ratzer, * 1950, Gitarrist
- Mario Rechtern, * 1942, Saxophonist, Klarinettist, Electroniker
- Lothar Reichhold, 1942–1990, Banjoist, Pianist
- Albert Reifert, 1973, Pianist
- Ines Reiger, * 1961, Sängerin
- Thomas Reimer, * 1955, Gitarrist
- Anna Reisigl, * 1997, Bassistin
- Angela Reisinger, * 1979, Sängerin
- Herbert Reisinger, * 1961, Schlagzeuger, Sänger, Klarinettist, Komponist
- Wolfgang Reisinger, 1955–2022, Schlagzeuger
- Bernd Reiter, * 1982, Schlagzeuger
- Martin Reiter, * 1978, Pianist, Hochschullehrer
- Nina Reiter, * 1991, Sängerin
- Barbara Rektenwald, * 1970, Pianistin
- Uli Rennert, 1960–2021, Pianist, Synthesizer-Spieler, Hochschullehrer
- Hans Rettenbacher, 1939–1989, Bassist
- Susanna Ridler, 1968, Vokalistin, Komponistin
- Ilse Riedler, * 1974, Saxophonistin
- Robert Riegler, * 1963, Bassist
- Roland Roger, * 1942, Pianist
- Adelhard Roidinger, 1941–2022, Bassist, Komponist, Hochschullehrer
- Mario Rom, * 1992, Trompeter
- Peter Rom, * 1972, Gitarrist
- Sandra Rose, * 197?, Sängerin
- Wanja Rosenthal, * ≈1996, Gitarrist
- Peter Rosmanith, * 1956, Perkussionist
- Jim Rotondi, 1962–2024, Trompeter, Hochschullehrer
- Thomas Rottleuthner, * 196?, Saxophonist
- Fabian Rucker, * 1985, Saxophonist
- Mathias Rüegg, * 1952, Pianist und Bandleader
- Chanda Rule, * ≈1975, Sängerin
- Mathias Ruppnig, * 1986, Schlagzeuger

## S
- Philipp Sageder (* 1979), Sänger, Mouthperkussionist, Komponist
- Valérie Sajdik, * 1978, Sängerin
- Christian Salfellner, * 1965, Schlagzeuger
- Clemens Salesny, * 1980, Saxophonist, Klarinettist
- Hans Salomon, 1933–2020, Saxophonist
- Max Santner, * 1991, Schlagzeuger
- Paul Santner, * 1992, Bassist, Gitarrist, Sänger
- Jon Sass, * 1961, Tubist
- Bernd Satzinger, * 1977, Bassist
- Karl Sayer, * 1953, Bassist
- Woody Schabata, * 1955, Vibraphonist, Marimbaphonist, Perkussionist
- Horst-Michael Schaffer, * 1971, Trompeter, Komponist, Orchesterleiter
- Wolfgang Schalk, * 1961, Gitarrist, Komponist
- Uli Scherer, 1953–2018, Pianist
- Walter Schiefer, * 1946, Schlagzeuger, Vibraphonist, Percussionist
- Andi Schiffer, * 1967, Schlagzeuger, Percussionist, Komponist
- Erwin Schmidt, * 1955, Pianist, Organist
- Reinhold Schmölzer, * 1983, Schlagzeuger, Arrangeur
- Ingrid Schmoliner, * 1978, Sängerin
- Diknu Schneeberger, * 1990, Gitarrist
- Joschi Schneeberger, * 1957, Bassist
- Helmut Schneeweiß, * 1939, Schlagzeuger
- Michael Schnell, * 1974, Pianist
- Robert Schönherr, * 1958, Pianist, Organist
- Lukas Schönsgibl, * 1991, Gitarrist
- Gerhard Schramke, * 1959, Pianist
- Klaus-Peter Schrammel, * 1942, Pianist
- Andi Schreiber, * 1957, Geiger
- Paul Schuberth, * 1994, Akkordeonist, Pianist
- Gerd „Geri“ Schuller, * 1969, Pianist
- Judith Schwarz, * 1989, Schlagzeugerin
- Gina Schwarz, * 1968, Bassistin
- Frank Schwinn, * 1967, Gitarrist
- Gus Seemann, * 1948, Pianist, Keyboarder
- Wolfgang Seligo, * 1968, Pianist
- Christian Maria Seitelberger, Gitarrist
- Golnar Shahyar, * 1985, Sängerin, Gitarristin, Pianistin
- Linda Sharrock, * 1947, Sängerin
- Julia Siedl, * ≈1980, Pianistin
- Martin Siewert, * 1972, Gitarrist, Elektroniker
- Johannes Sigl, * 1959, E- und Kontrabassist, Komponist
- Walter Singer, * 1979, Bassist
- Moša Šišic, Geiger
- Primus Sitter, * 1966, Gitarrist
- David Six, * 1985, Pianist, Multiinstrumentalist
- Leonhard Skorupa, * 1988, Saxophonist, Komponist, Arrangeur
- Paul Skrepek, * 1963, Schlagzeuger, Kontragitarrist
- Ursula Slawicek, * 1966, Sängerin
- Giselher Smekal, * 1945, Pianist, Organist
- Herbie Smith, * 1987 Gitarrist
- Harry Sokal, * 1954, Saxophonist
- Aneel Soomary, * 1967, Trompeter
- Uli Soyka, * 1964, Schlagzeuger
- David Soyza, * 1994, Vibraphonist
- Fatima Spar, * 1977, Sängerin
- Marie Spaemann, * 1988, Cellistin, Singer-Songwriterin
- Johannes Specht, * 1971, Gitarrist
- Claus Spechtl, * 1956, Gitarrist, Hochschullehrer
- Martin Spitzer, 1965–2024, Gitarrist
- Monika Stadler, * 1963, Harfenistin
- Rudi Staeger, * 1947, Schlagzeuger
- Nikola Stanosevic, * 1980, Pianist
- Michael Starch, 1955–2012, Pianist
- Burkhard Stangl, * 1960, Gitarrist
- Oliver Steger, * 1968, Bassist
- Bastian Stein, * 1983, Trompeter
- Elias Stemeseder, * 1990, Pianist
- Dominik Stöger, * 1966, Posaunist
- Harri Stojka, * 1957, Gitarrist
- Johannes „Hans“ Strasser, * 1959, Bassist
- Karolina Strassmayer, * 1971, Saxophonistin, Flötistin
- Helmut Strobl, * 1960, Saxophonist, Arrangeur
- Florian Supancic, * 1991, Pianist
- Herbert Swoboda. * 1966, Pianist, Klarinettist

## T
- Dragan Tabakovic, * 1968, Gitarrist
- Achim Tang, * 1958, Bassist
- Harry Tanschek, * 197?, Schlagzeuger
- Walter Terharen, 1934–2014, Posaunist, Pianist
- Michael Tiefenbacher, * 1982, Pianist
- Stefan Thaler, * 1972, Bassist
- Hans Theessink, * 1948, Gitarrist, Sänger
- Tscho Theissing, * 1959, Violinist
- Wolfgang Tozzi, * 1960, Schlagzeuger
- Josef Traindl, 1947–2008, Posaunist
- Iris Träutner, * ≈1974, Sängerin
- Heimo Trixner, * 1965, Gitarrist
- Angela Tröndle, * 1983, Sängerin, Pianistin, Komponistin
- Monika Trotz, 1965–2012, Sängerin, Komponistin

## U
- Jimi U, Sänger
- Christiana Uikiza, Sängerin
- Paul Urbanek, * 1964, Pianist
- Uwe Urbanowski, Bassist

## V
- Asja Valčić, * 1967, Cellistin
- Nenad Vasilić, * 1975, Bassist, Komponist
- Mario Vavti, * 1973, Posaunist, Live-Elektroniker
- Alfred Vogel, * 1972, Schlagzeuger
- Georg Vogel, * 1988, Pianist
- Raimund Vogtenhuber, * 197?, Live-Elektroniker
- Alfred Vollbauer, * 1961, Schlagzeuger

## W
- Andreas Waelti, * 1980, Bassist
- Heribert Wagner, * 1952, Geiger, Komponist
- Vilkka Wahl, * 1978, Gitarrist
- Wolfgang Wallisch, * 1964, Bassist
- Herbert Walser, * 1967, Trompeter, Hornist
- Christian Wegscheider, * 1965, Pianist, Organist, Komponist
- Günther Wehinger, * 1961, Flötist, Komponist
- Wolfgang Wehner, * 1963, Schlagzeuger, Songwriter
- Georg Weidinger, * 1968, Pianist, Komponist, Arzt
- Manfred Paul Weinberger, * 1970, Trompeter
- Buku Weinrich, * 1988, Gitarrist
- Joschi Weinrich, † 1998, Gitarrist
- Zipflo Weinrich, 1964–2018, Geiger
- Robert Michael Weiß, * 1976, Pianist, Komponist
- Clemens Wenger, * 1982, Keyboarder
- Peter Weniger, * 1964, Saxophonist
- Heinrich Werkl, Bassist
- Martin Wichtl, 1941–2012, Saxophonist, Multiinstrumentalist
- Anna Widauer, * 1989, Sängerin
- Heimo Wiederhofer, * 1962, Schlagzeuger
- Oswald Wiener, 1936–2021, Trompeter, Schriftsteller, Manager
- Astrid Wiesinger, * 1988, Saxophonistin
- Beate Wiesinger, * 1986, Bassistin
- Bernhard Wiesinger, * 1981, Saxophonist
- Rudi Wilfer, 1936–2022, Pianist
- Reinhardt Winkler, * 1970, Schlagzeuger
- Jeff Wohlgenannt, * 1953, Bassist
- Gernot Wolfgang, * 1957, Gitarrist, Komponist, Arrangeur
- Aaron Wonesch, * 1966, Pianist
- Raphael Wressnig, * 1979, Organist, Komponist
- Elly Wright, * 1940, Sängerin
- Leo Wright, 1933–1991, Saxophonist, Flötist
- Christoph Wundrak, * 1958, Trompeter, Euphoniumspieler, Tubist
- Alfons Würzl, 1941–2016, Klarinettist, Sopransaxophonist

## Z
- Nika Zach, * 1975, Sängerin
- Leszek Zadlo, * 1945, Saxophonist
- Werner Zangerle, * 1979, Saxophonist, Komponist, Labelbegründer
- Paul Zauner, * 1959, Posaunist
- Joe Zawinul, 1932–2007, Keyboarder, Komponist
- Verena Zeiner, * 1984, Pianistin, Komponistin
- Reinhard Ziegerhofer, * 1957, Bassist, Komponist
- Attila Zoller, 1927–1998, Gitarrist
- Gerhard Zwickl, * 1969, Trompeter
- Tina Zormandan, * 1976, Sängerin